# Duron
AMD Duron je procesor architektury x86 firmy AMD. Byl uveden 19. června roku 2000 jako levnější varianta k procesoru Athlon firmy AMD a procesorům Pentium III a Celeron od konkurenční firmy Intel. Jeho výroba byla ukončena roku 2004 a byl nahrazen procesorem Sempron.

## Vývoj

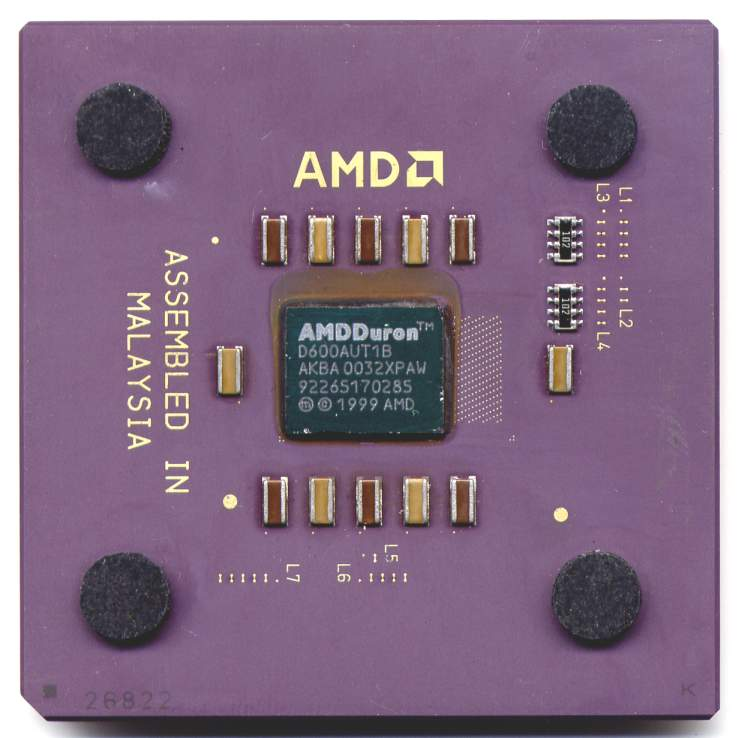
AMD Duron "Spitfire"

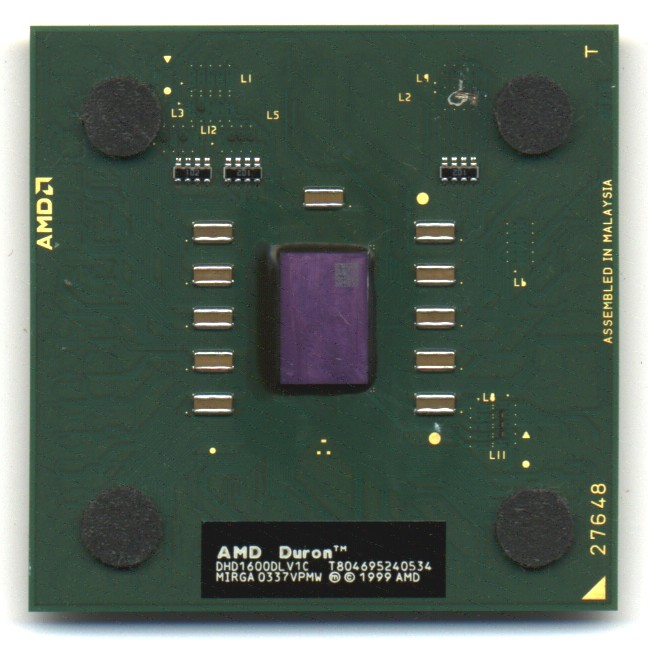
"Applebred" Duron, "A"-model

Duron je pinově kompatibilní s Athlonem a je s ním technologicky téměř shodný. Původní Duron byl omezen na použití v pomalé 100MHz sběrnici Front Side Bus (efektivně 200 MHz), zatímco sběrnice Athlonu běžela na 133 MHz (efektivně 266 MHz). Původní Duron s jádrem „Spitfire“ se vyráběl v letech 2000 a 2001 v rychlostech 600 - 950 MHz. Byl založen na 180nm jádru Athlonu. Duron druhé generace (jádro „Morgan“) byl taktován na frekvencích 900 - 1300 MHz a byl založen na 180nm jádru Athlonu XP (jádro „Palomino“). Poslední generace Duronu se jmenovala „Applebred“ (někdy také „Appalbred“) a byla založena na jádru Athlonu XP („Thoroughbred“).
Duron se od Athlonu odlišoval především velikostí L2 cache - obsahoval pouze 64 KiB, zatímco Athlon obsahoval 256 KiB nebo dokonce 512 KiB. To bylo relativně malé množství, dokonce ještě menší než měl Celeron od Intelu. Toto ale bylo částečně vyváženo faktem, že architektura K7 obsahovala jednu z největších L1 cache, a to 128 KiB (instrukce a data po 64 KiB). S příchodem paticových Athlonů a Duronů AMD vylepšilo návrh cache tak, že už nedocházelo k zrcadlení dat L1 a L2 cache (tedy situace, kdy stejná data obsahovala jak L1, tak L2 cache), jako k tomu docházelo u Athlonů pro Slot A. Nový design upřednostňuje rychlejší L1 cache, L2 cache je používána většinou jako paměť pro data, která mají být uložena zpět do hlavní paměti. Principiálně L2 cache slouží jako pomalejší rozšíření L1 cache.
Paticové procesory K7 byly tudíž méně citlivé na velikost L2 cache. Tento fakt dovolil firmě AMD vyrábět L2 cache s vyšší latencí a nižší průchodností bez znatelných ztrát na výkonu, na druhou stranu ale snížil složitost procesoru a umožnil lepší výrobní výnosy. Výkonnostně byl Duron jen asi o 10 % pomalejší než jeho výkonnější sourozenec, Athlon „Thunderbird“.
Duron byl oblíbený především počítačovými nadšenci, kteří vyžadovali vysoký výkon za nízkou cenu.
Například v roce 2003 byl Duron „Applebred“ dostupný na 1,4 GHz, 1,6 GHz a 1,8 GHz, běžící na 133 MHz FSB. Počítačoví nadšenci zjistili, že tyto Durony jsou ve skutečnosti Athlony XP „Thoroughbred“, které mají vypnutou cache (případně poškozenou). Tyto procesory mohly být s vysokou úspěšností přeměněny na plnohodnotné Athlony XP „Thoroughbred“ s plnou 256 KiB cache.

## Modely

### Duron „Spitfire“ (Model 3, 180 nm)
- L1-Cache: 64 + 64 KiB (data + instrukce)
- L2-Cache: 64 KiB, na rychlosti procesoru
- MMX, 3DNow!, Extended 3DNow!
- Socket A (EV6)
- Front Side Bus: 200 MT/s
- VCore: 1.50 V - 1.60 V
- Uvolněn: 19. červen 2000
- Takt: 600 MHz - 950 MHz

### Duron „Morgan“ (Model 7, 180 nm)
- L1-Cache: 64 + 64 KiB (data + instrukce)
- L2-Cache: 64 KiB, na rychlosti procesoru
- MMX, 3DNow!, Extended 3DNow!, SSE
- Socket A (EV6)
- Front Side Bus: 200 MT/s
- VCore: 1.75 V
- Uvolněn: 20. srpen 2001
- Takt: 900 MHz - 1300 MHz

### Duron „Applebred“ (Model 8, 130 nm)
- L1-Cache: 64 + 64 KiB (data + instrukce)
- L2-Cache: 64 KiB, na rychlosti procesoru
- MMX, 3DNow!, Extended 3DNow!, SSE
- Socket A (EV6)
- Front Side Bus: 266 MT/s
- VCore: 1.50 V
- Uvolněn: 21. srpen 2003
- Takt: 1400, 1600, 1800 MHz